# Torneo Nacional de Boxeo Playa Girón 1974
Das Torneo Nacional de Boxeo Playa Girón 1974 wurde vom 1. bis zum 5. Januar 1974 in Havanna ausgetragen und war die 13. Austragung der nationalen kubanischen Meisterschaften im Amateurboxen.

## Medaillengewinner
Die Meistertitel wurden in elf Gewichtsklassen vergeben.
| Gewichtsklasse                  | Gold                   | Silber              | Bronze             |
| ------------------------------- | ---------------------- | ------------------- | ------------------ |
| Halbfliegengewicht (bis 48 kg)  | Luis E. Ramos          | Nardo Mestre        | Jorge Hernández    |
| Halbfliegengewicht (bis 48 kg)  | Luis E. Ramos          | Nardo Mestre        | Héctor Ramírez     |
| Fliegengewicht (bis 51 kg)      | Ramón Duvalón          | Renso González      | Julio Rivera       |
| Fliegengewicht (bis 51 kg)      | Ramón Duvalón          | Renso González      | Adolfo Horta       |
| Bantamgewicht (bis 54 kg)       | Ramiro Ramos           | Alberto Pérez       | Ramón Pérez        |
| Bantamgewicht (bis 54 kg)       | Ramiro Ramos           | Alberto Pérez       | Jesús Reynoso      |
| Federgewicht (bis 57 kg)        | Mariano Álvarez        | Hermes Camejo       | Marcial Torrizo    |
| Federgewicht (bis 57 kg)        | Mariano Álvarez        | Hermes Camejo       | Alberto Brea       |
| Leichtgewicht (bis 60 kg)       | Orlando Palacios       | Raúl Castillo       | Norge Boudet       |
| Leichtgewicht (bis 60 kg)       | Orlando Palacios       | Raúl Castillo       | Miguel León        |
| Halbweltergewicht (bis 63,5 kg) | Andrés Molina          | Víctor Corona       | Gustavo Scull      |
| Halbweltergewicht (bis 63,5 kg) | Andrés Molina          | Víctor Corona       | Omar Martínez      |
| Weltergewicht (bis 67 kg)       | Emilio Correa Vaillant | Lucio Sánchez       | Juan F. Gutiérrez  |
| Weltergewicht (bis 67 kg)       | Emilio Correa Vaillant | Lucio Sánchez       | Hermes Frómeta     |
| Halbmittelgewicht (bis 71 kg)   | Rolando Garbey         | Modesto Rodríguez   | Ernesto Milán      |
| Halbmittelgewicht (bis 71 kg)   | Rolando Garbey         | Modesto Rodríguez   | Enrique Villanueva |
| Mittelgewicht (bis 75 kg)       | Alejandro Montoya      | Regino Chapman      | Waldo Quintana     |
| Mittelgewicht (bis 75 kg)       | Alejandro Montoya      | Regino Chapman      | Ángel Molina       |
| Halbschwergewicht (bis 81 kg)   | Luis Valier            | Ricardo Rojas Frías | Manuel Valier      |
| Halbschwergewicht (bis 81 kg)   | Luis Valier            | Ricardo Rojas Frías | Orestes Pedroso    |
| Schwergewicht (über 81 kg)      | Teófilo Stevenson      | José Luis Cabrera   | Leonardo Abreu     |
| Schwergewicht (über 81 kg)      | Teófilo Stevenson      | José Luis Cabrera   | Julio Benítez      |